# Унеченская улица
Унеченская улица (укр. Унеченська вулиця) — улица на территории современного города Харькова, Немышлянский район, Немышля. Существует также переулок Унеченский, аналогично находящийся в пределах исторической местности Немышля.

## Основные сведения
Улица располагается на правом берегу реки Немышля, спускаясь от Краснодарской улицы к Пулковской набережной (приблизительно в 200-250 м на запад от перекрёстка Краснодарской и проспекта Тракторостроителей). По сути, улица начинается через дорогу от Харьковской общеобразовательной школы № 101. Спускаясь к набережной (около 250 м), улица упирается в берег реки и многочисленные болота. Однако на другом берегу Немышли к ней выходит одноимённый переулок, который также теряется в пойме реки.
Переулок Унеченский начинается с другой стороны частного сектора Немышля, от пешеходного перехода через железнодорожные пути направления "Харьков-Чугуев" (некогда Харьковско-Балашовская железная дорога (см. Харьков-Балашовский)), буквально в нескольких сотнях метров от района города Новые Дома. Фактически, это связка через Московский проспект к улице Харьковских Дивизий. Переулок расположен с юга на север. Он пересекает 1-ю Тракторную, а затем Танковую улицу, сразу за которой выходит к улице Могилевской. В этом месте переулок, согласно карте, заканчивается, однако, есть проход между дворами, который ведёт к улице Немышлянской. Сразу за её пересечением, вдоль небольшой сточной канавы, дорога уходит к берегу реки в 200 м к востоку от пешеходного моста, соединяющего южную и северную части Немышли.

## История
Переулок Унеченский, по некоторым данным, был основан в 50-х годах XX века. Является исторической частью Немышли.
В Брянской области России есть город Унеча, который стал в 30-е годы XX столетия крупным транспортным узлом. Также, в Ростовской области есть железнодорожная станция с таким названием. Предположительно, имеется связь между названием улицы и этими географическими объектами (особенно, есть принять во внимание, что рядом проложена железная дорога). Иногда переулок называют Унечским.

## Дополнительные факты и свидетельства
В промежутке между улицами Могилевской и Немышлянской, переулок продолжается узким проходом между частными домами, шириной не более 2 м.
Переулок Унеченский имеет длину около 1 км от железной дороги до Немышлянской улицы, постепенно снижаясь с юга на север относительно реки Немышли.
Переулок Унеченский связывает центр Немышли с Новыми Домами.